# 모즈촌
모즈촌(일본어: 百舌鳥村)은 일본 오사카부 센보쿠군에 설치되었던 촌이다. 현재의 사카이시에 해당한다.